# NEC Corporation
NEC Corporation (jap. 日本電気株式会社 Nippon Denki Kabushiki Gaisha) (wcześniej Nippon Electric Company) – japońskie przedsiębiorstwo z dziedziny informatycznej z siedzibą w Minato w Japonii. Przedsiębiorstwo produkuje sprzęt komputerowy, telekomunikacyjny, urządzenia elektroniczne i oprogramowanie, między innymi notebooki Versa oraz Lavie (na rynek japoński). Firma NEC stworzyła Earth Simulator, najszybszy superkomputer na świecie w tym czasie. NEC jest częścią Sumitomo Group oraz spółką publiczną notowaną na giełdach tokijskiej, NASDAQ i londyńskiej.
W roku 1980 NEC wyprodukował pierwszy DSP, NEC µPD7710. Przez ostatnie 5 lat NEC zajmował zawsze miejsce w pierwszej czwórce przedsiębiorstw uzyskujących patenty w USA, średnio 1764 co roku.
Poprzednio przedsiębiorstwo nosiło nazwę Nippon Electric Company, Limited (jap. 日本電気株式会社 Nippon Denki Kabushikikaisha), która w roku 1983 uległa zmianie na obecnie używaną. Na terenie Japonii przedsiębiorstwo nadal jest znane pod dawną nazwą. 
Kunihiko Iwadare i Takeshiro Maeda założyli spółkę Nippon Electric Limited Partnership 31 sierpnia 1898 roku, wykorzystując infrastrukturę zakupioną od Miyoshi Electrical Manufacturing Company. Iwadare działał jako przedstawiciel firmy, a Maeda zajmował się sprzedażą. Firma Western Electric, która wykazywała zainteresowanie japońskim rynkiem telefonów, była reprezentowana przez Waltera Tenneya Carletona. NEC wraz z Western Electric Company stał się pierwszym japońskim joint venture z zachodnim kapitałem.

## Przedsiębiorstwa pod kontrolą NEC Corporation
NEC-Mitsubishi Electronics Display of America Inc. (100% 31 marca 2005)